# Guabiruba
Guabiruba, amtlich portugiesisch Município de Guabiruba, ist eine Kleinstadt im Bundesstaat Santa Catarina im Süden Brasiliens. Sie hatte im Jahr 2021 geschätzt 24.922 Einwohner, die Guabirubenser (guabirubenses) genannt werden und auf rund 172 km² leben. Die Entfernung zur Hauptstadt Florianópolis beträgt 112 km.

## Etymologie
Der Ortsname ist indigenen Ursprungs.

## Geographie
Das Gemeindegebiet ist Teil des Vale do Itajaí und liegt auf einer Höhe von 60 Metern über Meeresspiegel. Das Biom ist Mata Atlântica.
Umliegende Gemeinden sind im Norden Gaspar und Blumenau, im Osten Brusque und im Süden und Westen Botuverá.

## Geschichte
Die autochthone Bevölkerung im Vale do Itajaí waren Xokleng (Laklãnõ), auch als „Bugres“, „Botokuden“, „Aweikoma“, „Xokrén“, „Kaigang de Santa Catarina“ oder „Aweikoma-Kaingang“ bezeichnet.
Die Besiedlung der Region in der Provinz Santa Catarina durch allochthone Gruppen begann 1862 mit der Ankunft deutscher Einwanderer aus Baden. Das Siedlungsland unterstand Brusque. 1962 wurde es ausgegliedert und zu einem selbständigen Munizip erhoben.

## Kommunalpolitik
Stadtpräfekt (Bürgermeister) ist nach der Kommunalwahl 2020 für die Amtszeit 2021 bis 2024 Alcir Merizio der Progressistas (PP).

## Demografie

### Bevölkerungsentwicklung
| Jahr | Einwohner | Stadt  | Land  |
| --- | --------- | ------ | ----- |
| 1970 | 6.279     | 3.544  | 3.735 |
| 1980 | 7.150     | 4.238  | 2.912 |
| 1991 | 9.905     | 5.841  | 4.064 |
| 2000 | 12.976    | 12.048 | 928   |
| 2010 | 18.433    | 17.069 | 1.364 |
| 2021 | 24.922    | ?      | ?     |
| Die zur Anzeige dieser Grafik verwendete Erweiterung wurde dauerhaft deaktiviert. Wir arbeiten aktuell daran, diese und weitere betroffene Grafiken auf ein neues Format umzustellen. (Mehr dazu) |           |        |       |

Quelle: IBGE (2011)

## Kultur
Die badischen Einwanderer brachten den Brauch des Pelznickels mit, der heute noch ausgeübt wird.

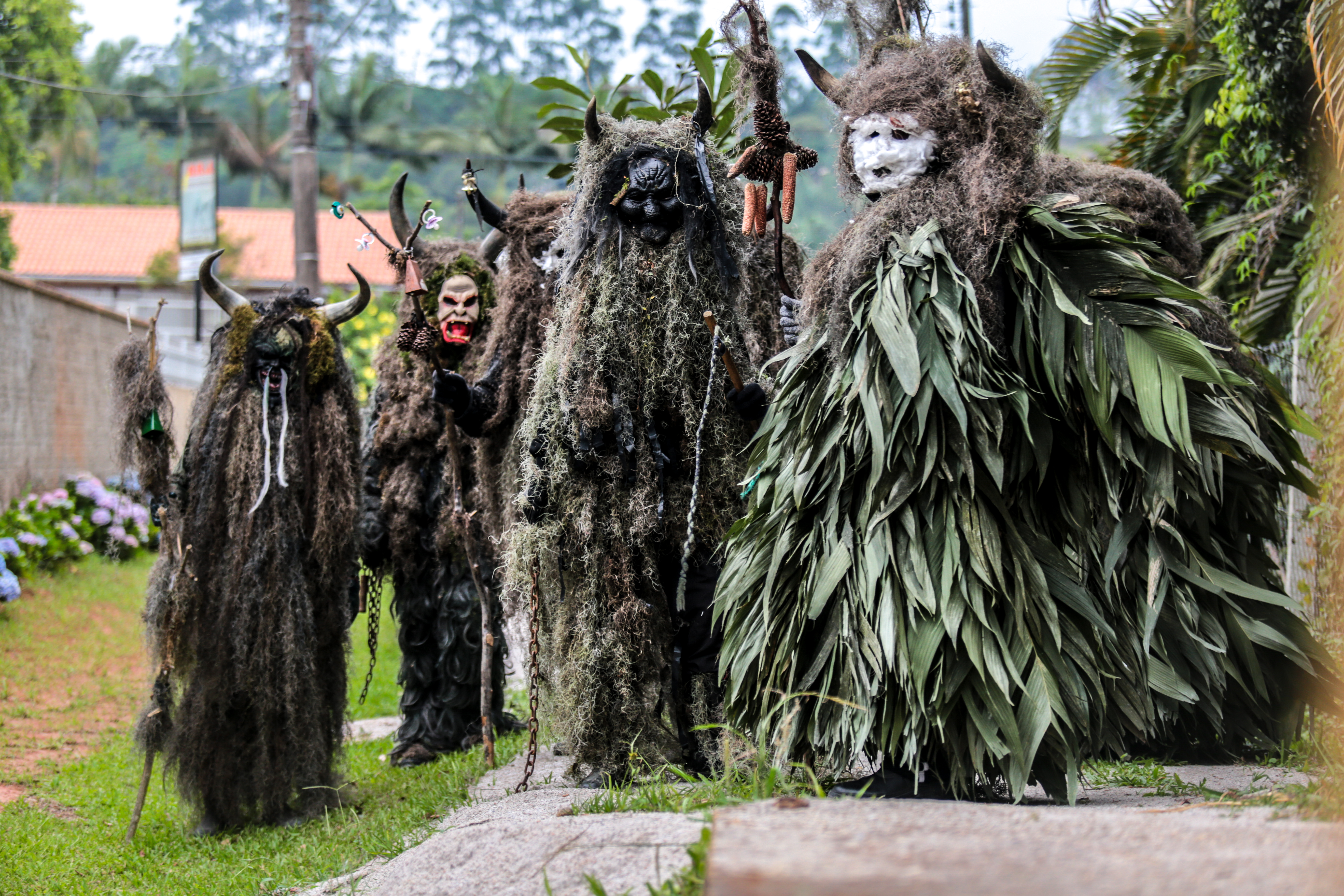
Nikolausbrauch (Pelznickel) in Guabiruba, 2014

## Partnerstadt
- Karlsdorf-Neuthard, seit 2010[8]